# Альбикер, Карл
Карл Альбикер (нем. Karl Albiker, род. 16 сентября 1878 в г. Илинген — ум. 26 февраля 1961 в г. Этлинген) — немецкий скульптор, график и педагог.

## Жизнь и творчество
К. Альбикер начал своё художественное образование в Академии изящных искусств Карлсруэ, где познакомился и подружился с художником-экспрессионистом Карлом Хофером. Затем учился в 1899—1900 годах в парижской академии Жюлиана и позднее — в мастерской у Антуана Бурделя. В Париже Альбикер также знакомится с Огюстом Роденом, ставшего также учителем немецкого скульптора и творчество которого оказало влияние на работы К. Альбикера.
После возвращения в Германию скульптор живёт в Мюнхене (1902—1903), затем совершает рабочую поездку и некоторое время живёт в Риме (1903—1905). В 1905 возвращается и открывает скульптурную мастерскую в Этлингене. В 1910 году Альбикер получает премию Вилла-Романа, что позволяет ему совершить поездку во Флоренцию.
В 1919 году К. Альбикер становится профессором Высшей художественной школы в Дрездене. Он считался одним из самых уважаемых и талантливых преподавателей в области искусства. В 1927 году он участвует в организации движения Баденский сецессион, а также в Новом Мюнхенском сецессионе. Его сын, Карл Альбикер (1905-1996), историк искусства и фотограф.
С приходом к власти в Германии национал-социалистов К. Альбикер (как и некоторые другие немецкие известные скульпторы — Рихард Шейбе, Йозеф Вакерле) — участвует в осуществлении ряда архитектурных проектов, создавая монументальные скульптуры для административных и общественных помещений. Работал над перестройкой берлинского Спорт-форума («Reichssportfeld») перед Берлинской олимпиадой (руководитель — архитектор Вернер Марх). В 1930-е годы К.Альбикер входил в жюри конкурса «Немецкое искусство».
Во время Второй мировой войны дом и мастерская скульптора в Берлине погибли во время бомбёжки. В 1947 году он возвращается на родину, в Баден. Здесь он создаёт фонд Карла Альбикера, благодаря которому значительное количество художественных произведений из личного собрания скульптора (в том числе около 80 работ Карла Хофера) было передано в музей города Этингена.

## Награды
- 1910?: премия Вилла-Романа
- 1925: почётный доктор Технического университета Карлсруэ
- 1953: премия Ганса Тома
- 1957: Командор ордена «За заслуги» ФРГ

## Избранные работы
- 1912: Жалоба (Die Klage) (бронза, H. 137 cm), Хаген, Музей Карла Эрнста Остхауса
- 1926: Павший солдат (Gefallener Soldat), Монументальная скульптура, Грейц
- 1936? Афина Паллада (Pallas Athene), Гейдельберг, университет Рупрехта-Карла
- 1929/31: Гигейя, Дрезден, Немецкий музей гигиены
- 1935/37: Дискобол (Der Diskuswerfe)r, Берлин, Олимпийский парк
- 1935/37: Бегунья эстафеты (Die Staffelläuferin), Берлин, Олимпийский парк
- 1938: Гений полёта (Fliegender Genius), Дрезден, скульптура фриза бывшего керавления военной авиации

## Галерея

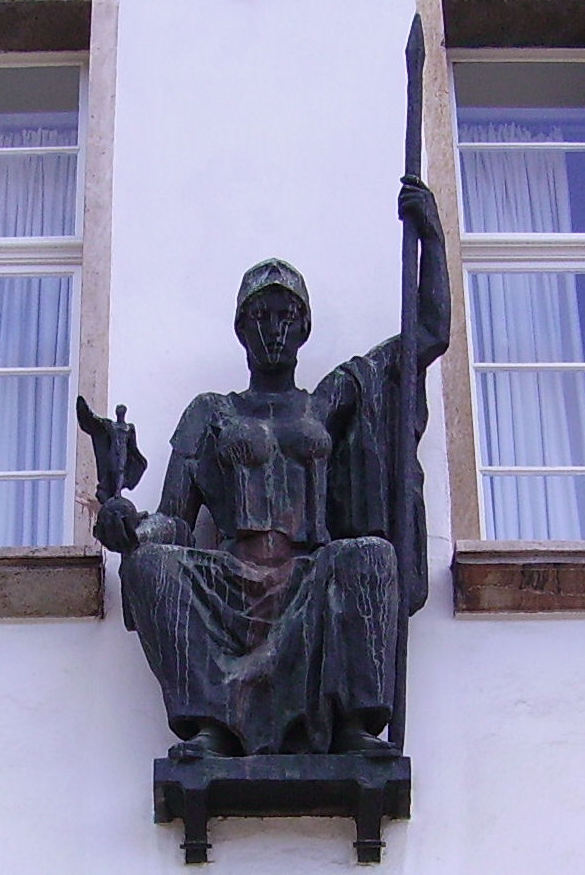
Сидящая Минерва (1931), Гейдельберг
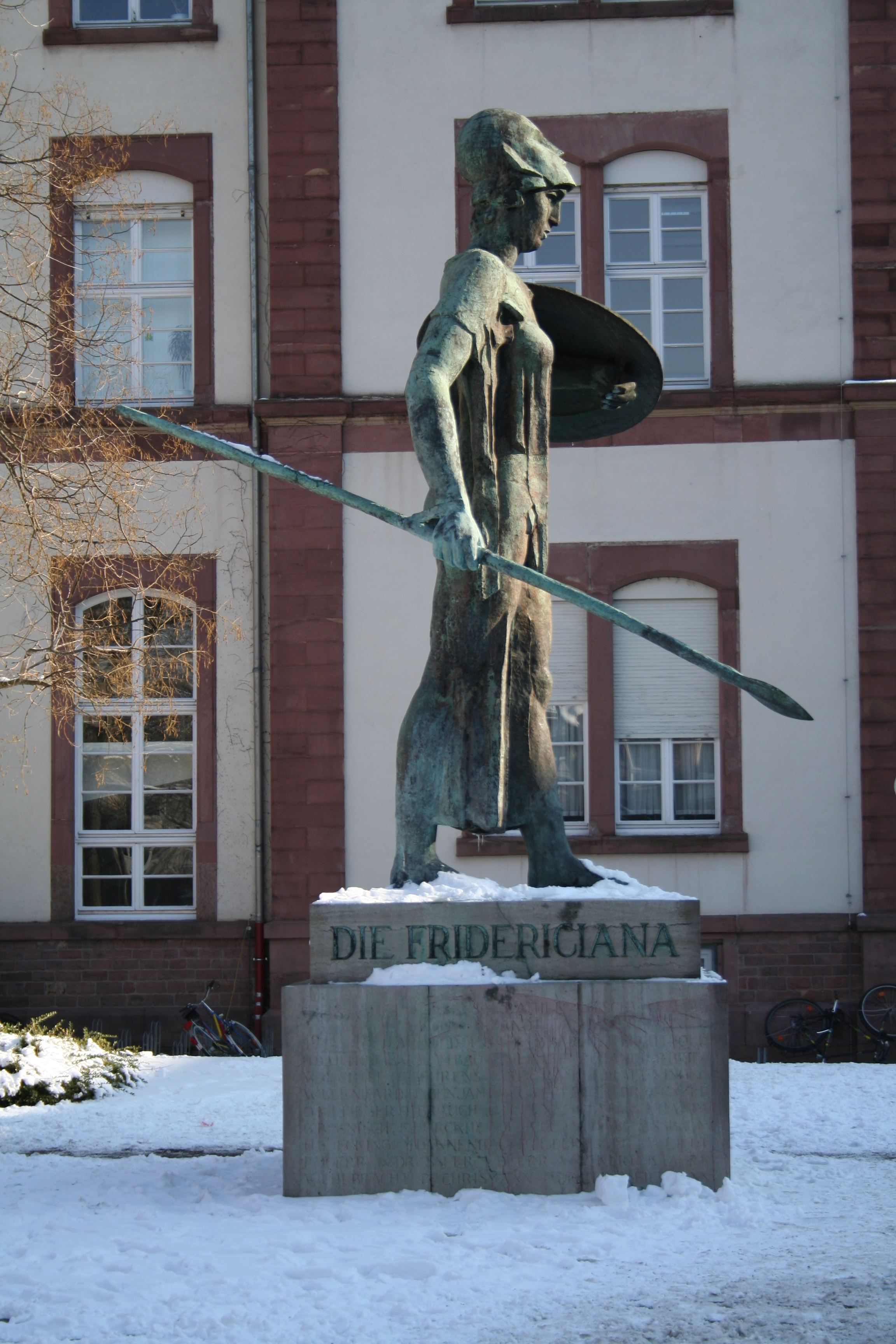
Фридерициана, Карлсруэ
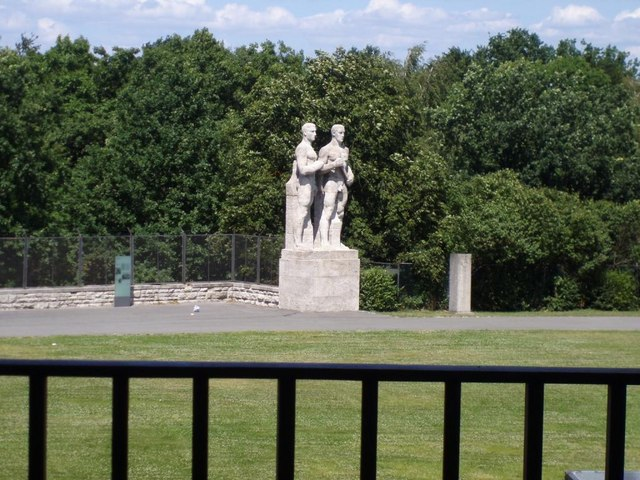
Бегуны эстафеты, Берлин
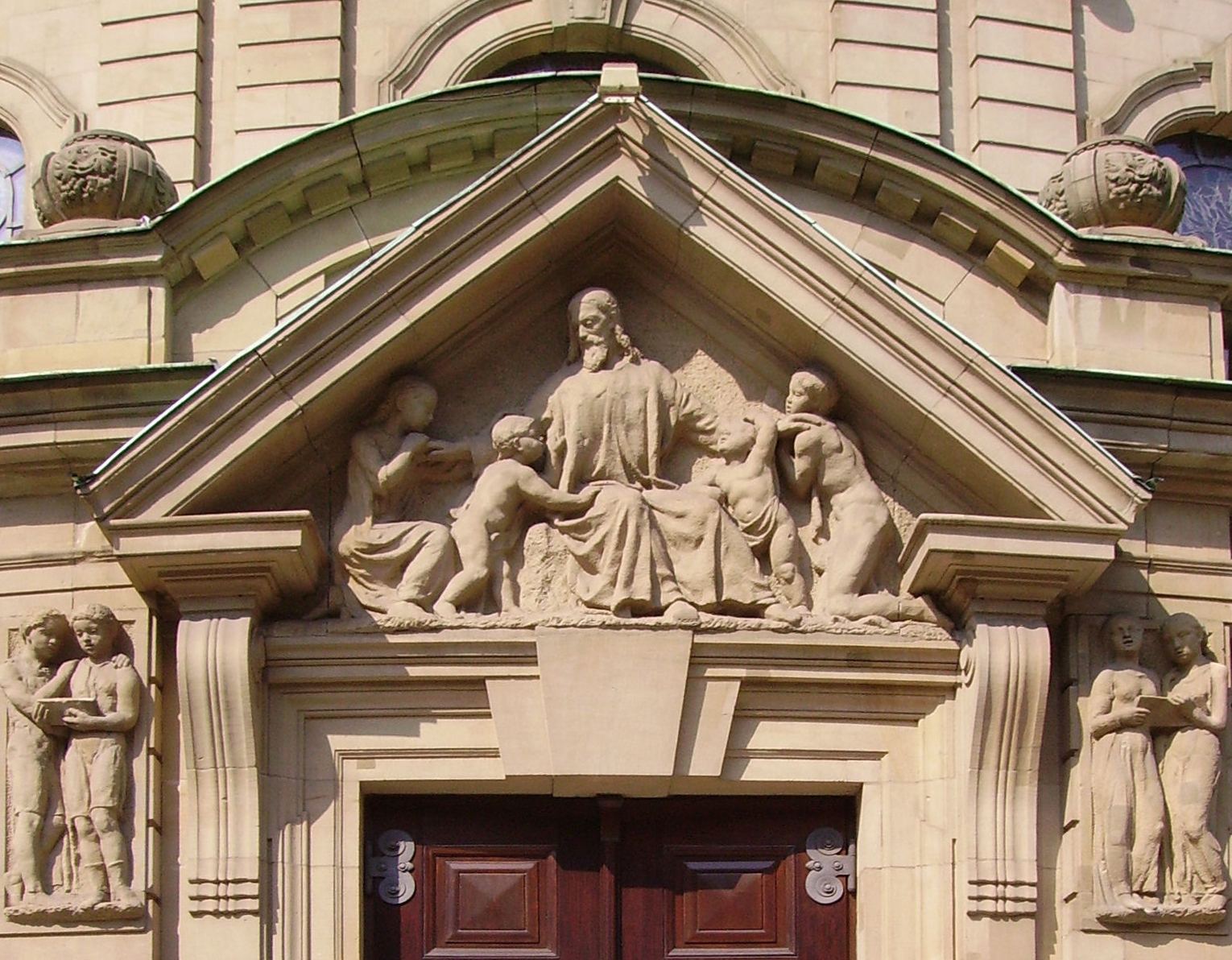
Портал Христовой церкви, Мангейм